# Friedhof Barrien

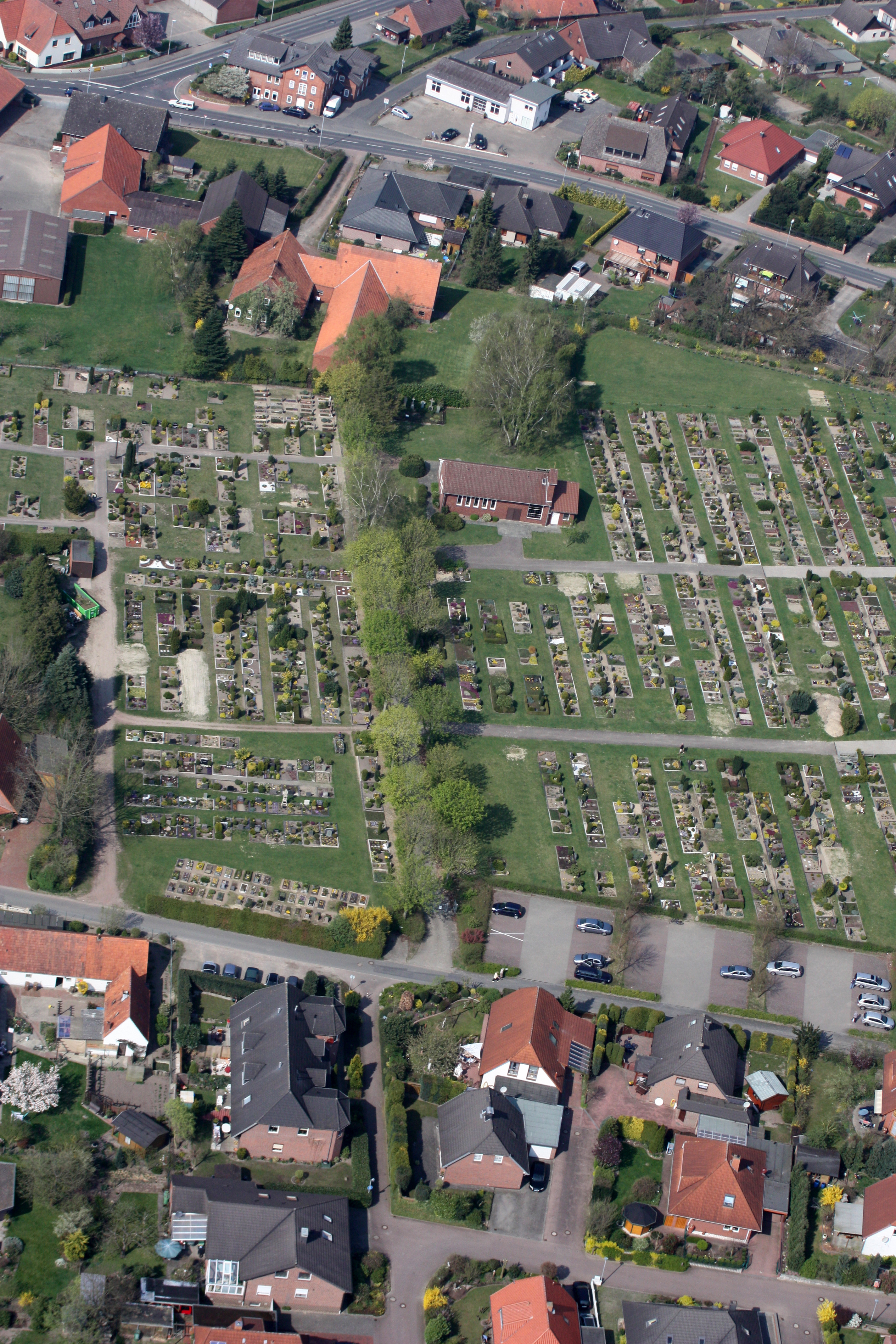
Friedhof Barrien (Luftaufnahme), in der Bildmitte die Friedhofskapelle (Juni 2010)

Der Friedhof Barrien liegt im Ortsteil Barrien der Stadt Syke im niedersächsischen Landkreis Diepholz. Es ist der Begräbnisplatz für die Verstorbenen aus dem Kirchspiel Barrien. Zu diesem Kirchspiel gehören die Syker Ortsteile Barrien, Gessel, Leerßen, Okel, Osterholz, Ristedt und Sörhausen.

## Beschreibung

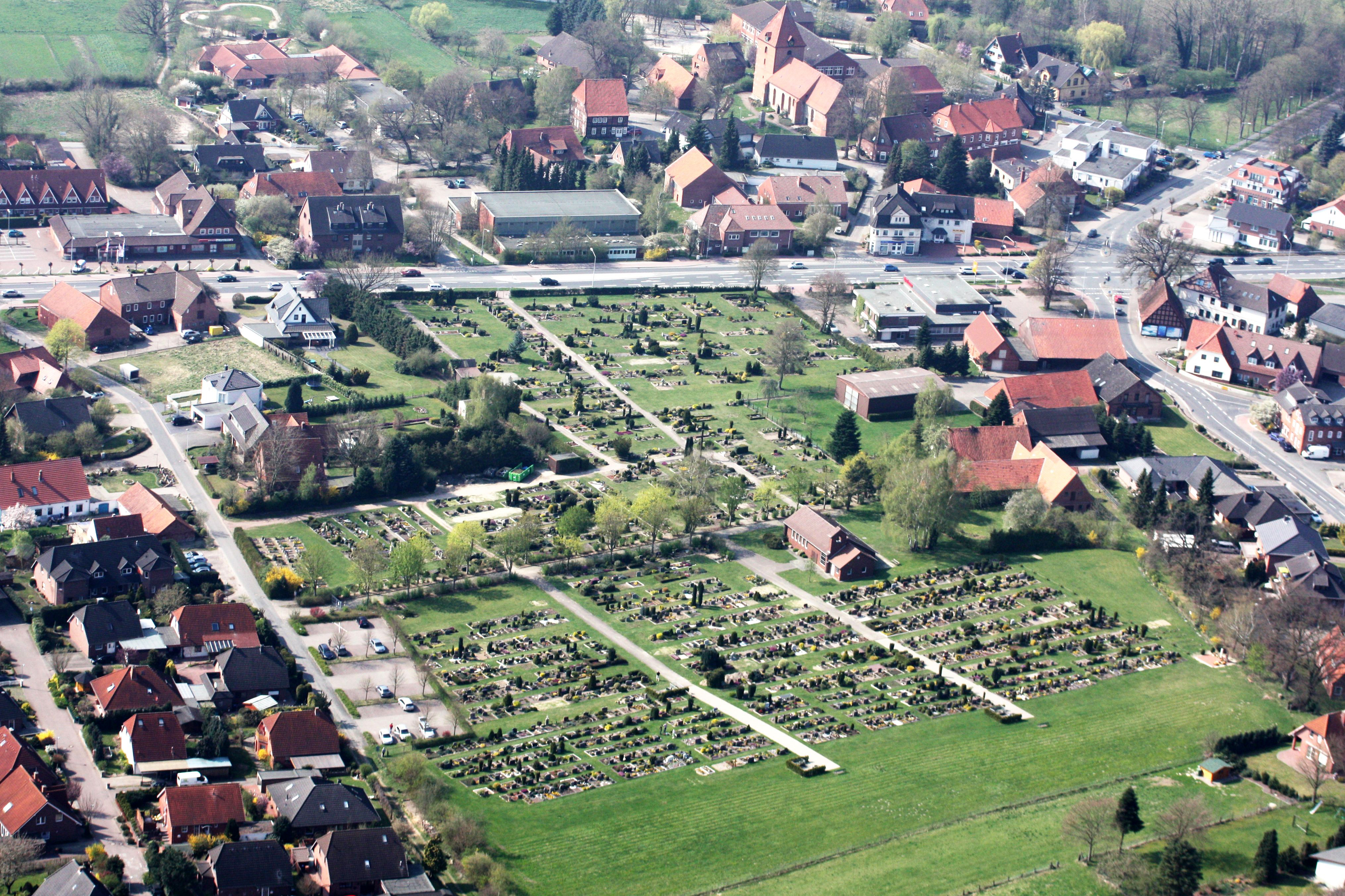
Friedhof Barrien (Juni 2010)

Der ca. 250 Meter lange und maximal ca. 170 Meter breite Friedhof liegt direkt an der westlich verlaufenden B 6 und steigt nach Osten an. Er erstreckt sich zwischen der Straße „Krusenberg“ (= Kreisstraße K 122) im Norden und der am südlichen Rand verlaufenden Straße „Am Hohen Esch“.
Im unteren, älteren Bereich finden sich noch viele Familiengrabstätten, von denen etliche schon aufgegeben wurden. Die Grasflächen zwischen den Gräbern nehmen immer mehr Raum ein. Dort wurden Bäume gepflanzt und Blühstreifen mit Frühlingsblühern und Wiesenblumen gesät. Dadurch wird auf Dauer ein parkähnlicher Charakter geschaffen.
Im mittleren Bereich, auf halber Höhe, befindet sich die Friedhofskapelle. Dort liegen die Grabstätten meist noch ohne größere Lücken in Reihen. Es wird aber seit einigen Jahren ein Wandel sichtbar, Urnen-Bestattungen nehmen zu: Es findet sich eine lange Reihe von Quadratmeterstellen für Urnen und eine Dyadengrabstelle für Urnen neben den Sarggräbern.
Im oberen Teil des Friedhofes wurden neue Grabformen geschaffen: Rasengräber für Särge und Urnen, die von den Angehörigen nicht mehr gepflegt werden müssen, im Jahr 2020 die Rasengräber am Gemeinschaftsbeet „Himmelsbogen“ und für Urnen die Gemeinschaftsgrabstätte „Unter der Eiche“ – mit einem großen Blumenbeet, das von den Friedhofsgärtnern gepflegt wird. Dort befindet sich auch eine große Naturwiese, von der die Bienenvölker profitieren, die auf dem Friedhof leben.

## Geschichte
Der jetzige Friedhof wurde 1860/61 am damaligen Ostrand des Dorfes angelegt, die Friedhofskapelle wurde 1961 errichtet. Der alte Begräbnisplatz bei der Kirche – der „Kirchhof“ – wurde 1902 aufgelassen.

## Besonderheiten

### Grabanlage Barrier Pastoren nebst Angehörigen
Die „Grabanlage Barrier Pastoren nebst Angehörigen“ befindet sich in der Nähe der Friedhofskapelle.(Koordinaten: 52° 56′ 18,6″ N, 8° 49′ 42,8″ O)

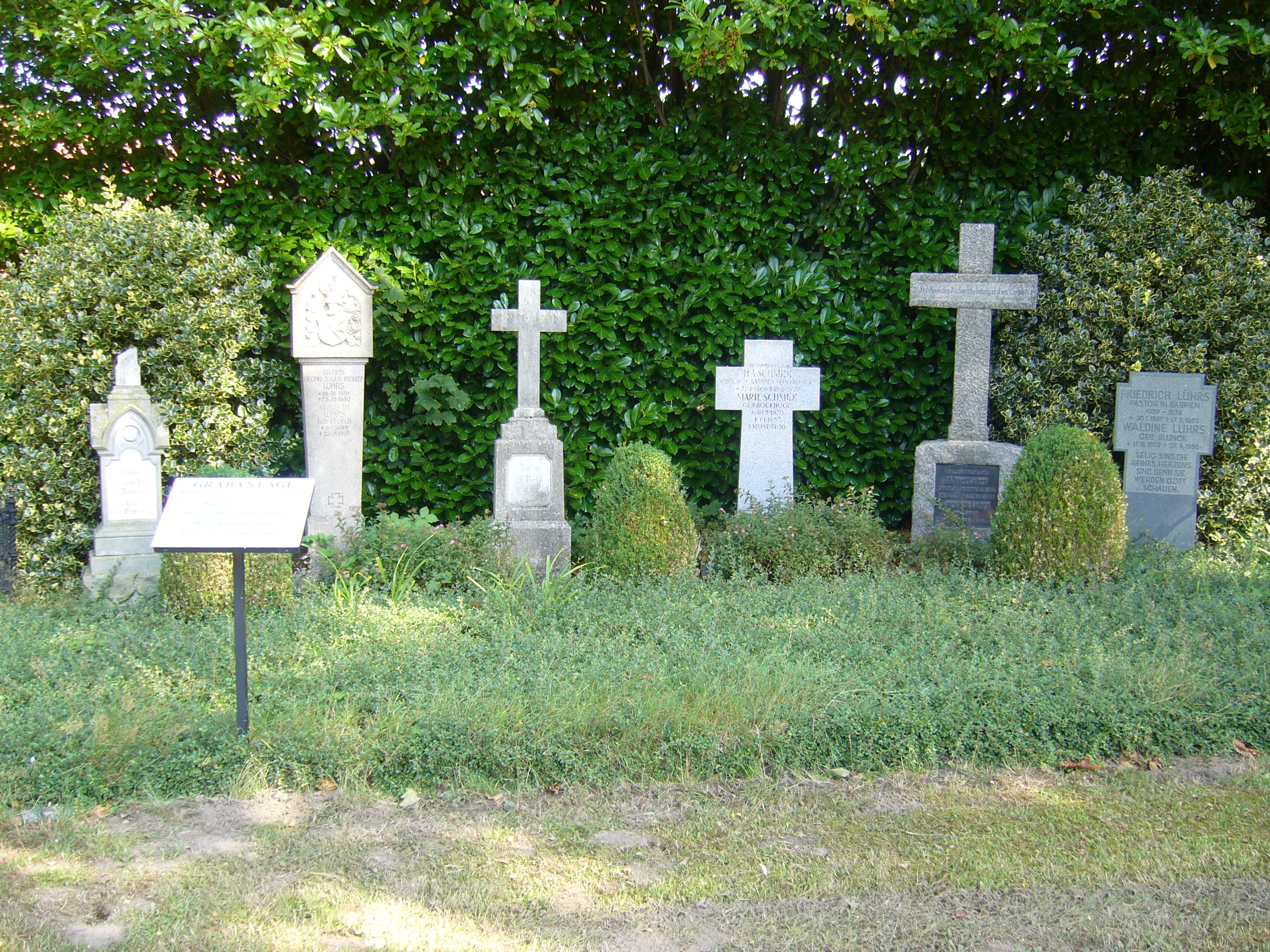
Blick auf die Grabanlage
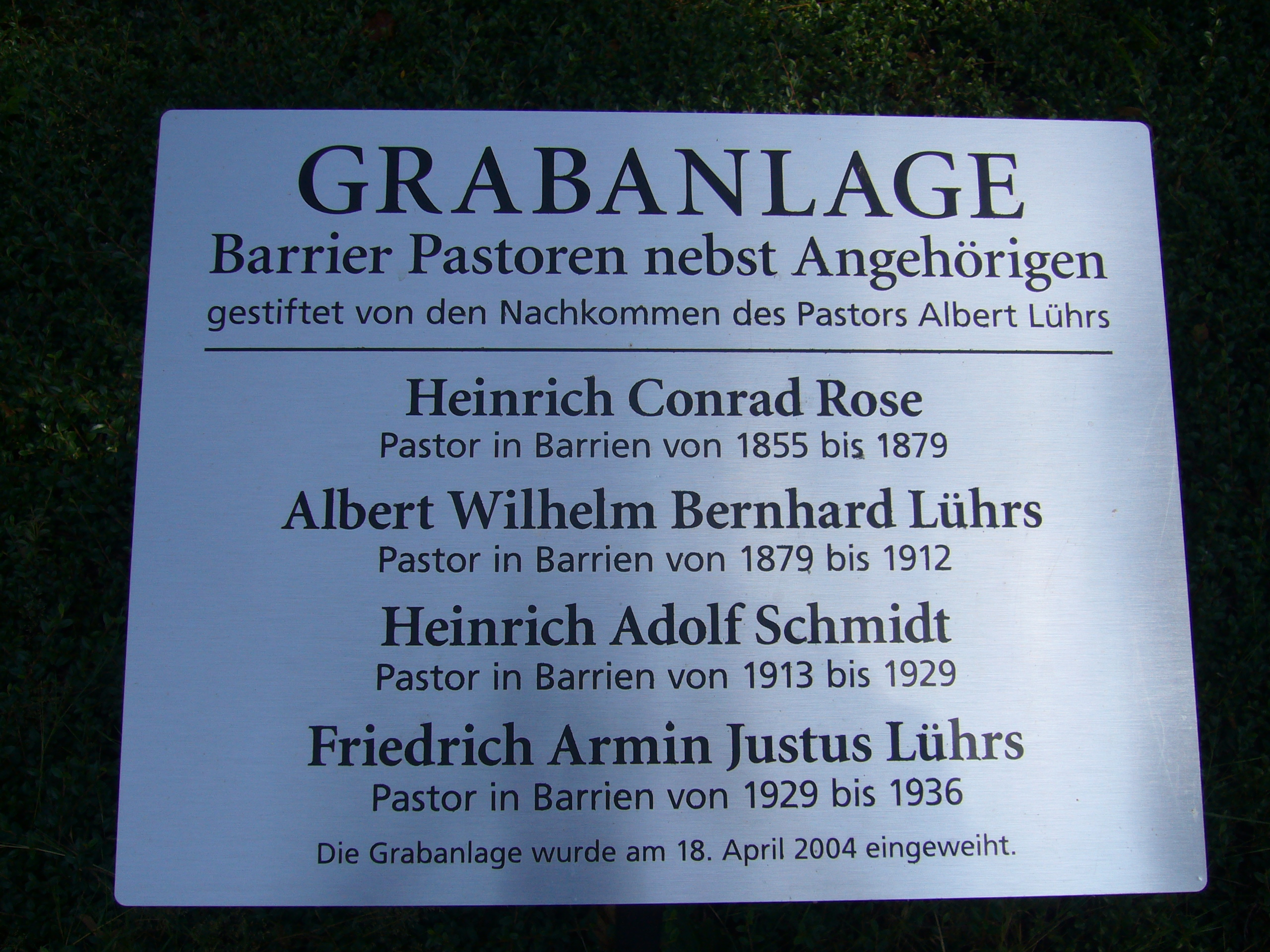
Informationstafel
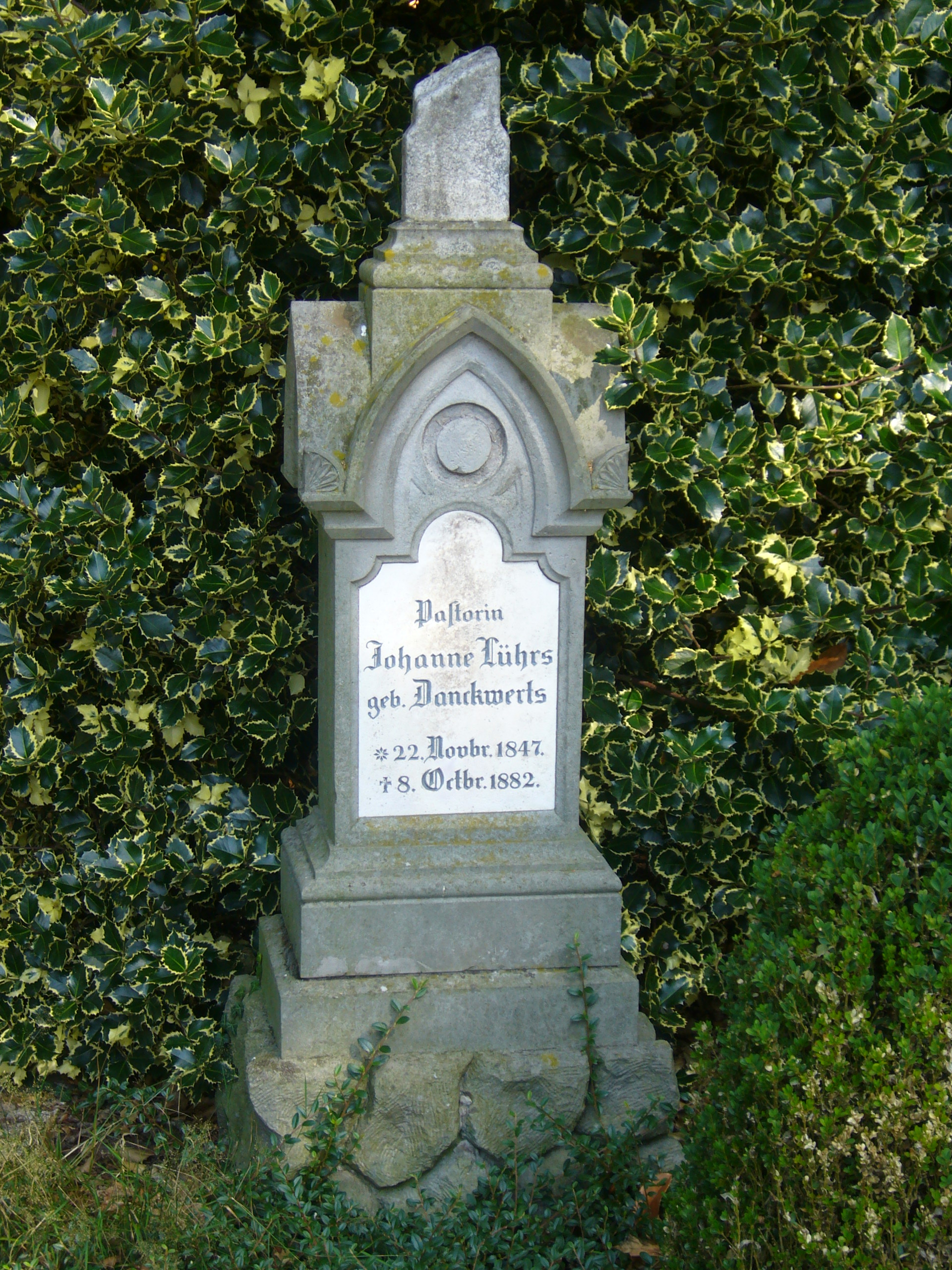
Grabstein für Pastorin Johanne Lührs, geb. Danckwerts
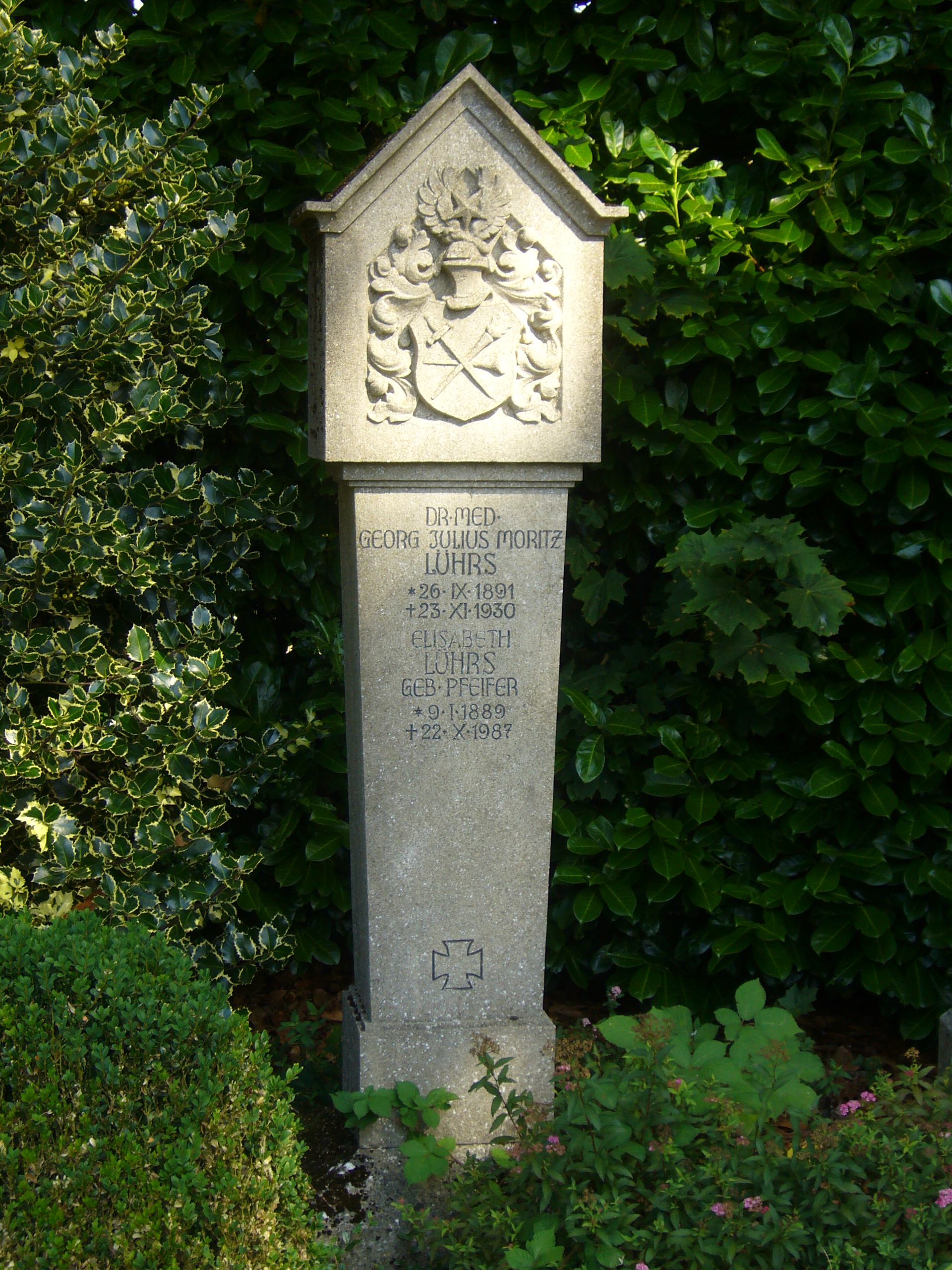
Grabstein für Dr. med. Georg Julius Moritz Lührs und Elisabeth Lührs, geb. Pfeifer
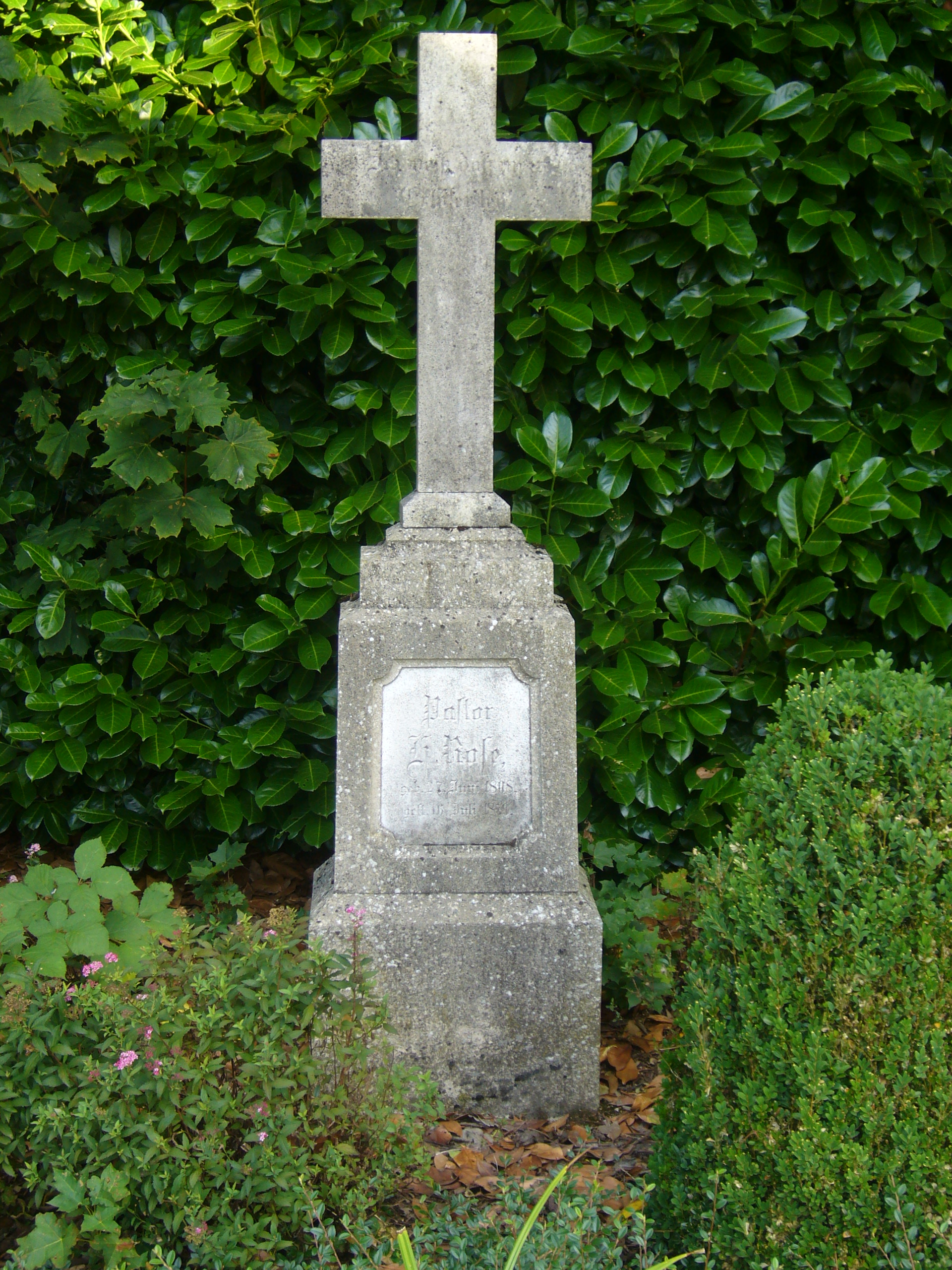
Grabstein für Pastor Heinrich Conrad Rose
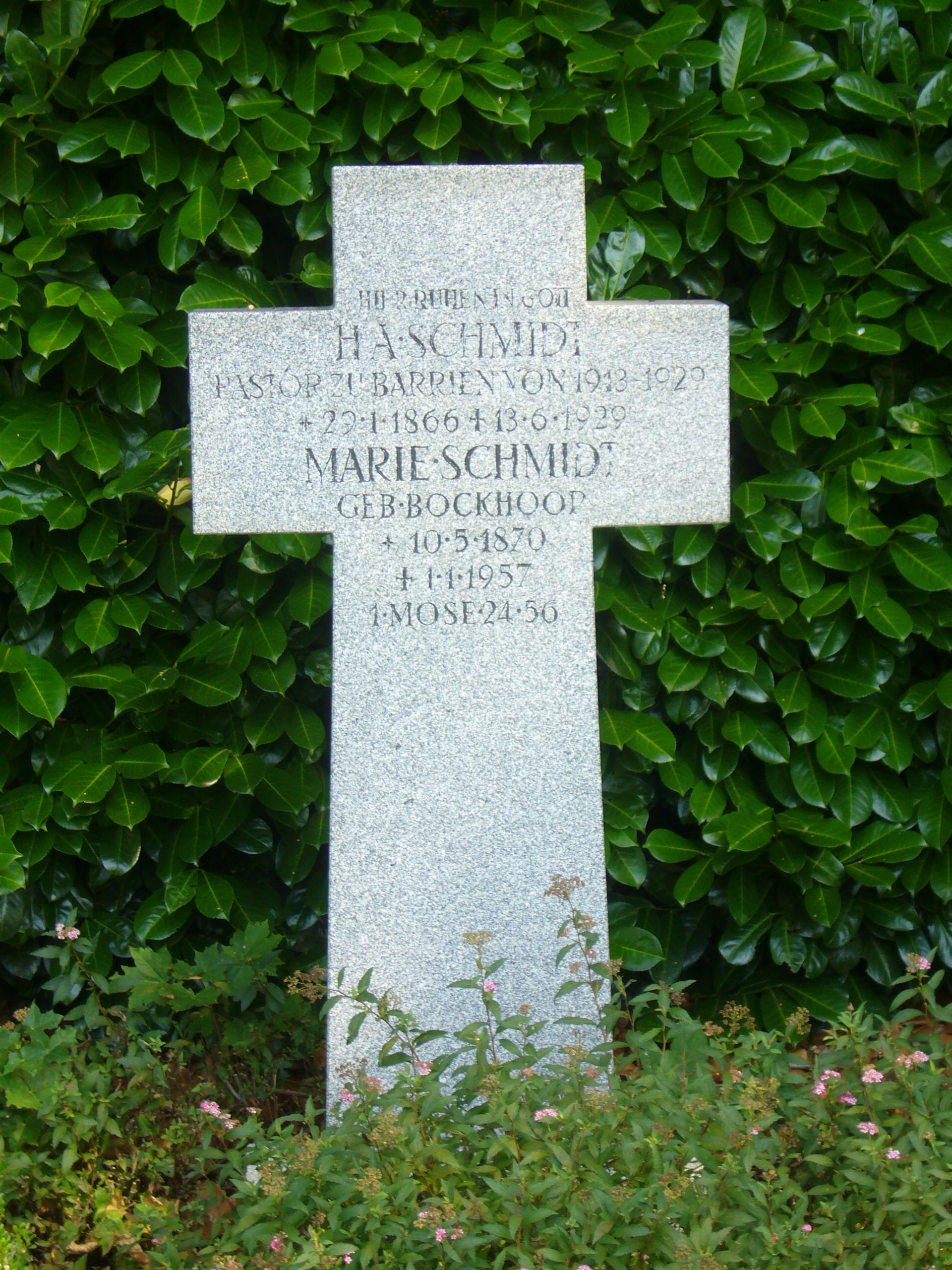
Grabstein für Pastor H.A. Schmidt und Marie Schmidt, geb. Bockhoop
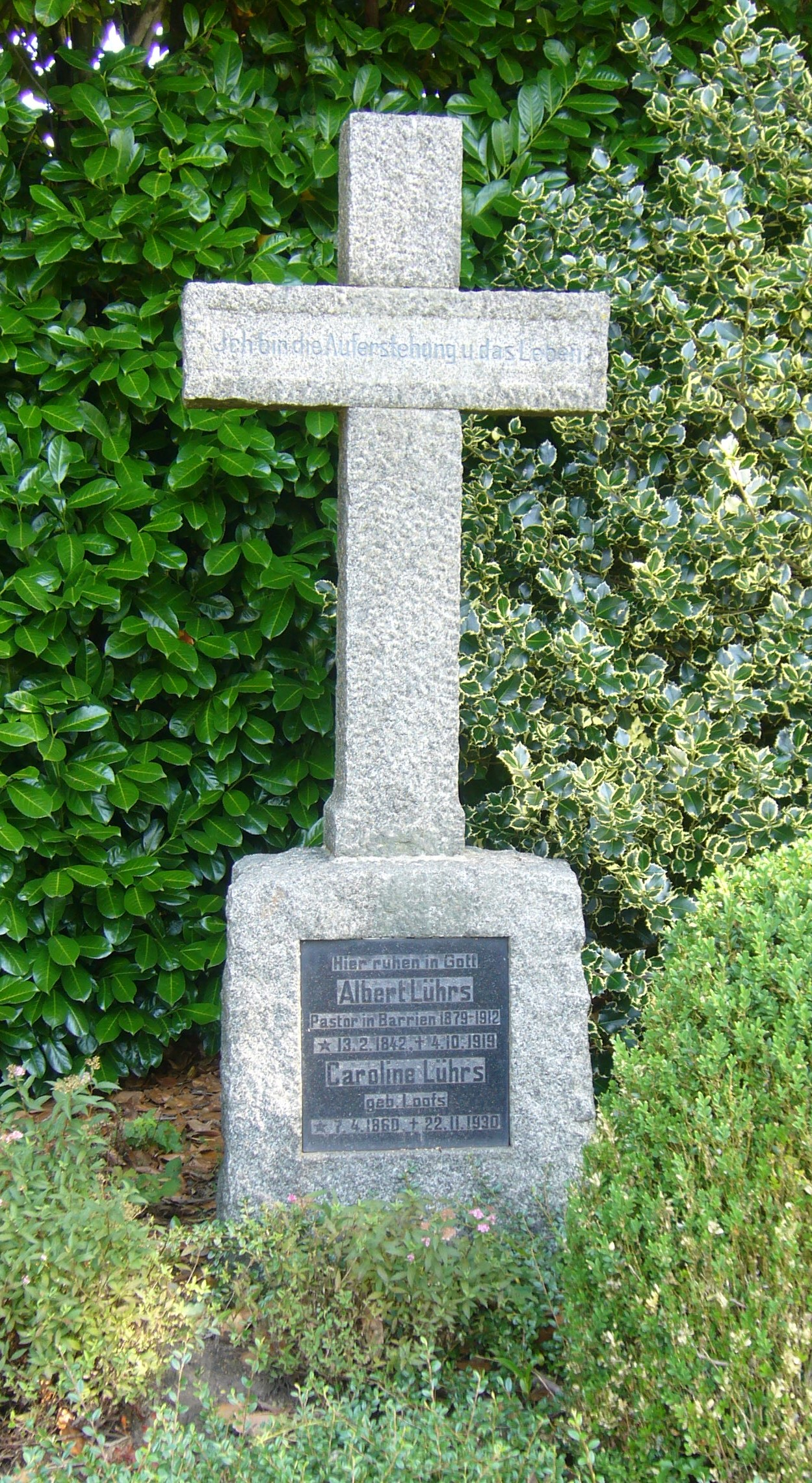
Grabstein für Pastor Albert Lührs und Caroline Lührs, geb. Loofs
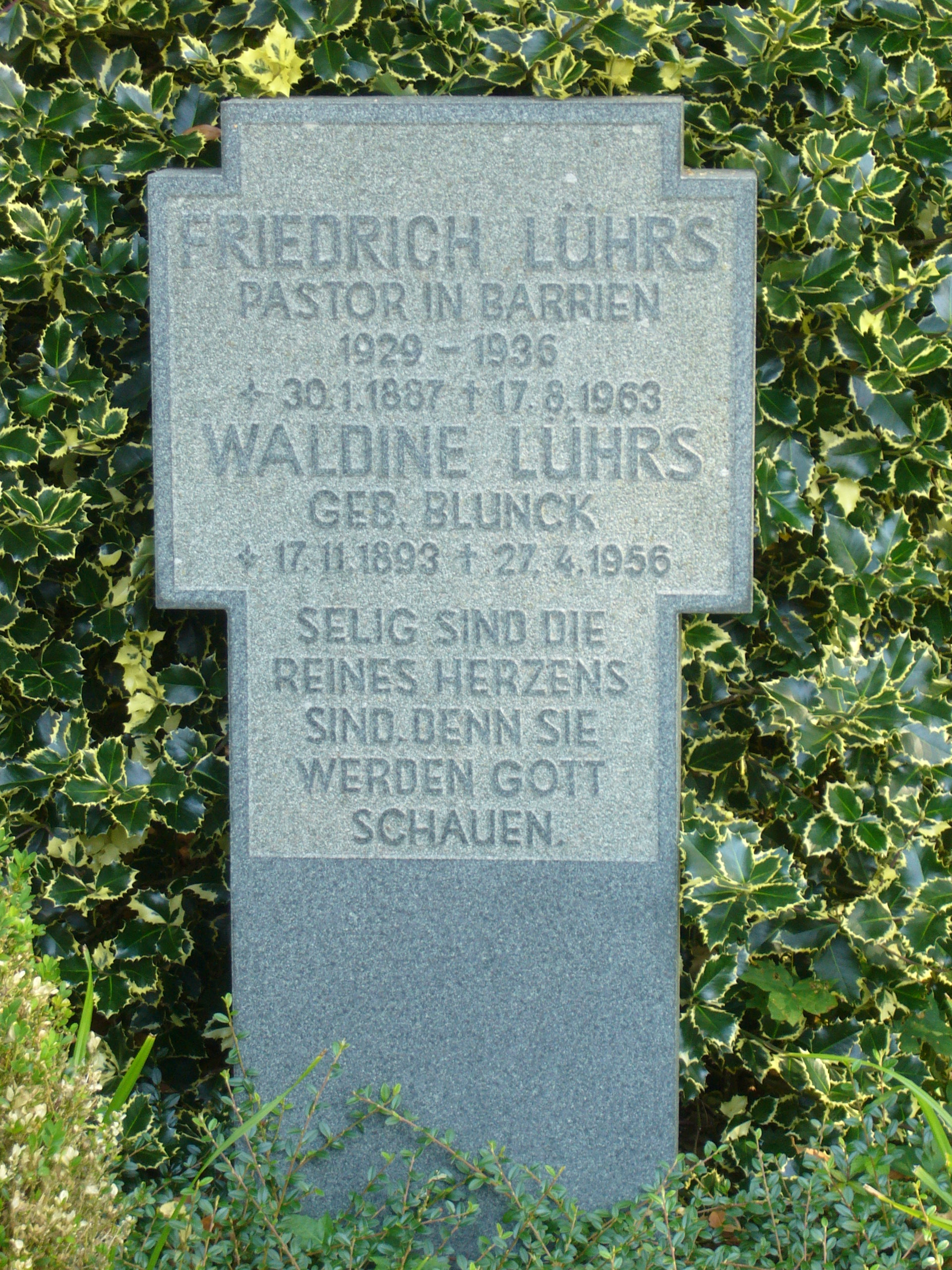
Grabstein für Pastor Friedrich Lührs und Waldine Lührs, geb. Blunck

### Gedenkstätte für die Opfer aus dem Polenkinderheim Barrien
Die Gedenkstätte für die Opfer aus dem „Polenkinderheim“ Barrien (siehe ) befindet sich ebenfalls in der Nähe der Friedhofskapelle. (Koordinaten: 52° 56′ 17,4″ N, 8° 49′ 42,1″ O) Sie wurde von Henning Greve und Elsa Töbelmann gestaltet und am 19. März 2005 eingeweiht. Es handelt sich um aus Edelstahl geschmiedete Kompositionen aus 23 einzelnen Tafeln – eine Tafel für jeden Säugling und jedes Kind von Zwangsarbeiterinnen, das 1944 und 1945 im Heim durch das unmenschliche Regime des Nationalsozialismus ums Leben kam. In ihrer Unverrückbarkeit und statischen Präsenz hat diese Skulptur mahnenden Charakter. Sie erschwert Vergessen, Verdrängen und Wegschauen.

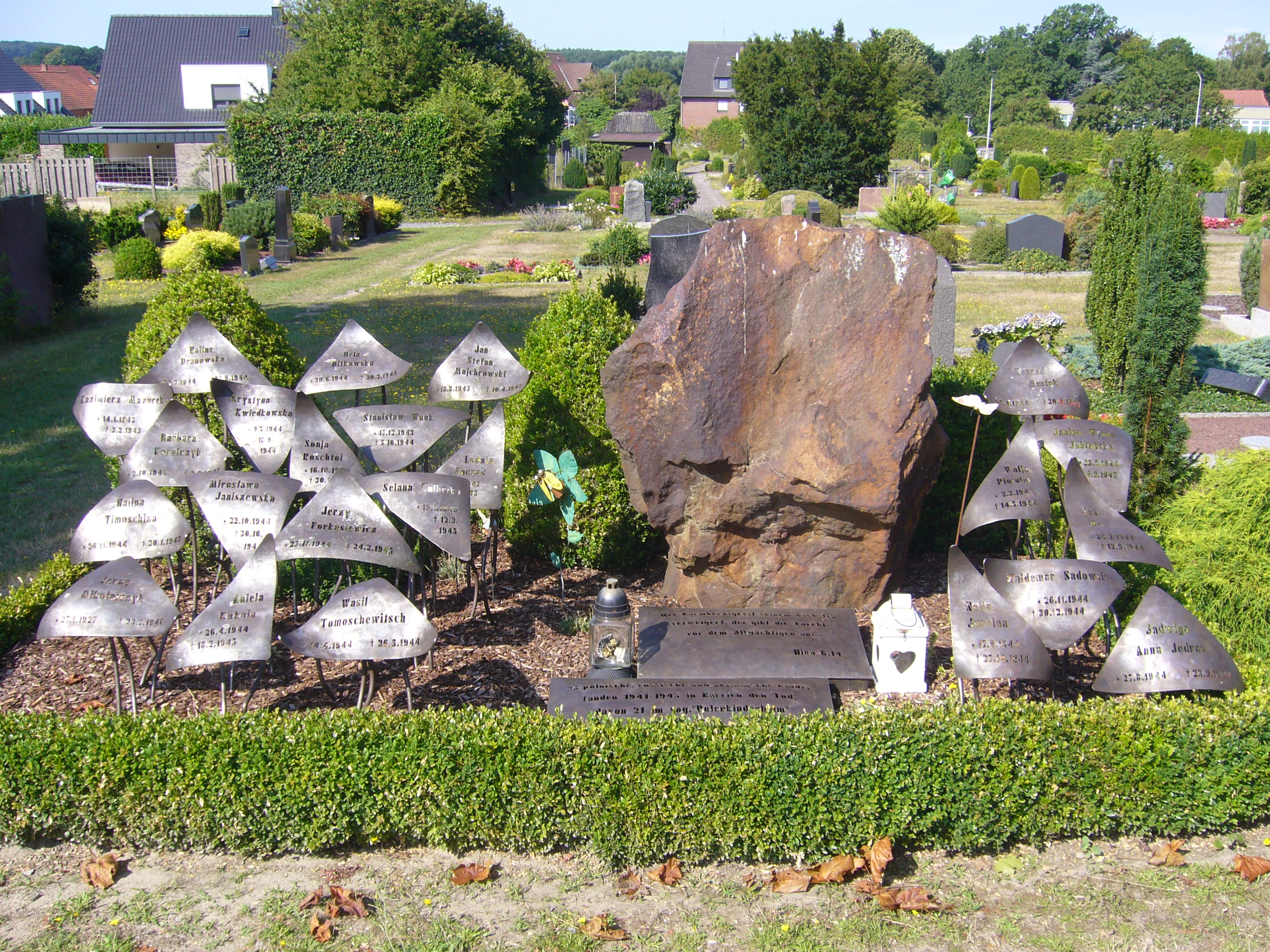
Gesamtansicht der Gedenkstätte
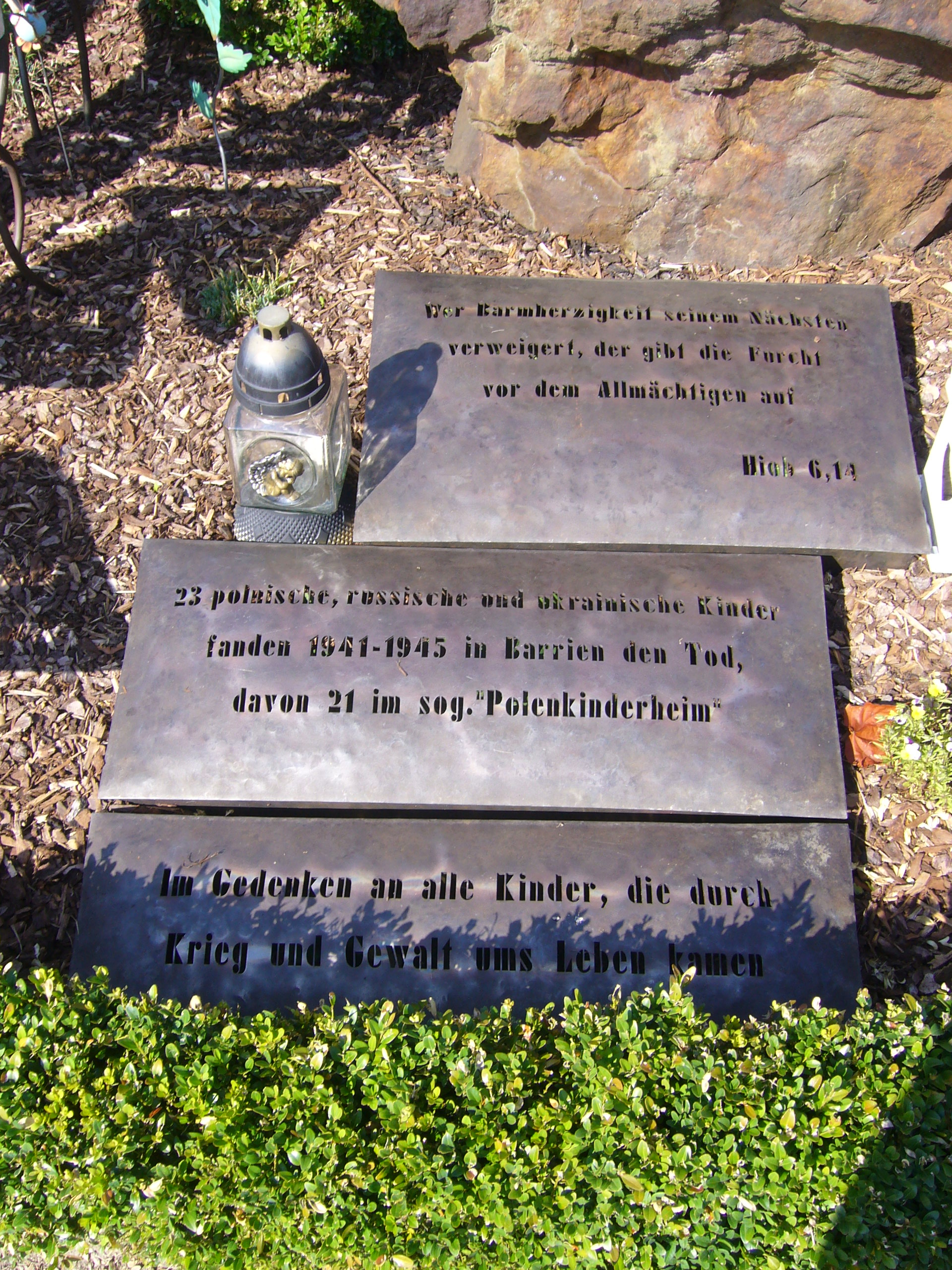
Texttafeln in der Mitte der Gedenkstätte
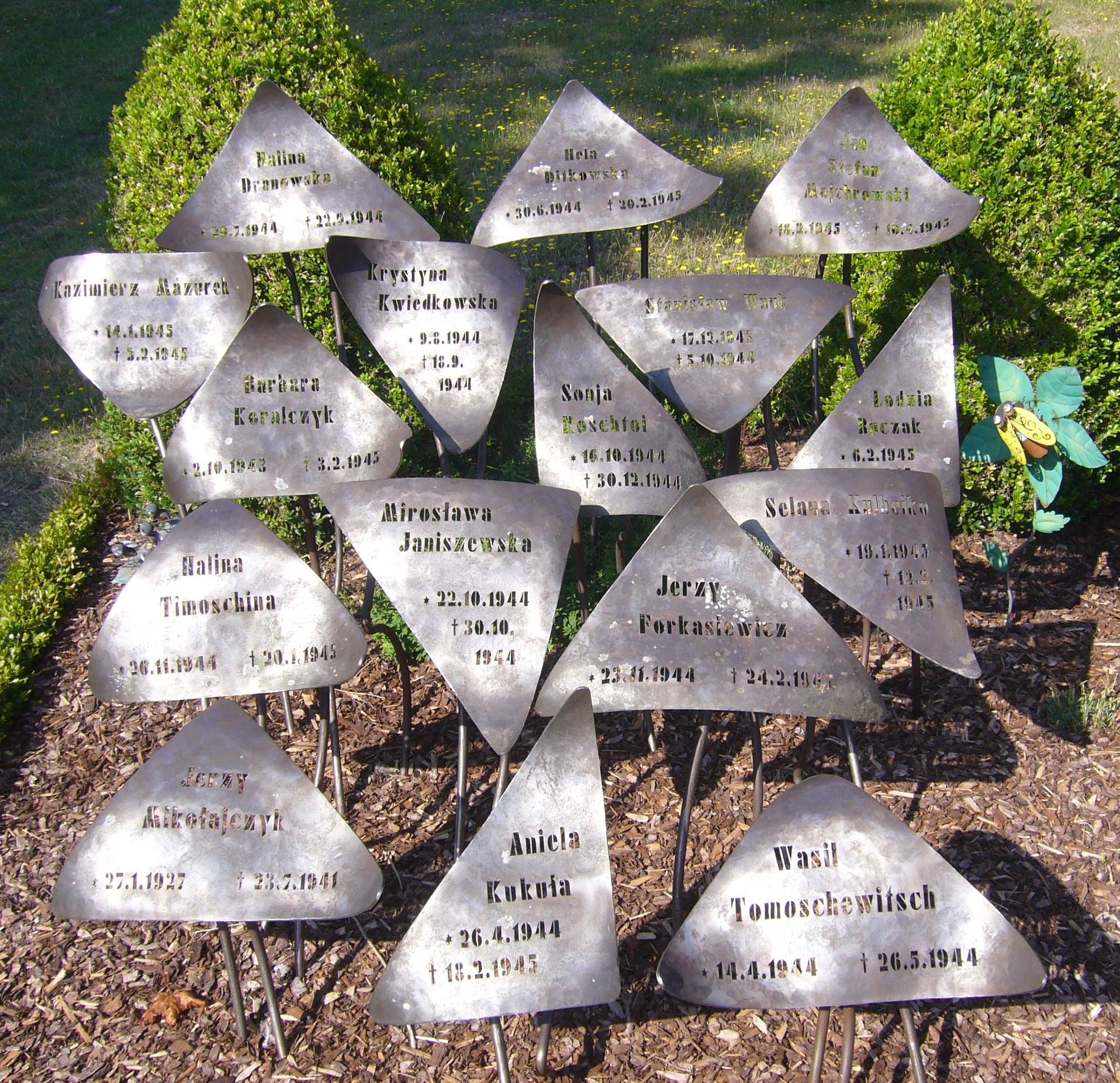
Linke Seite der Gedenkstätte
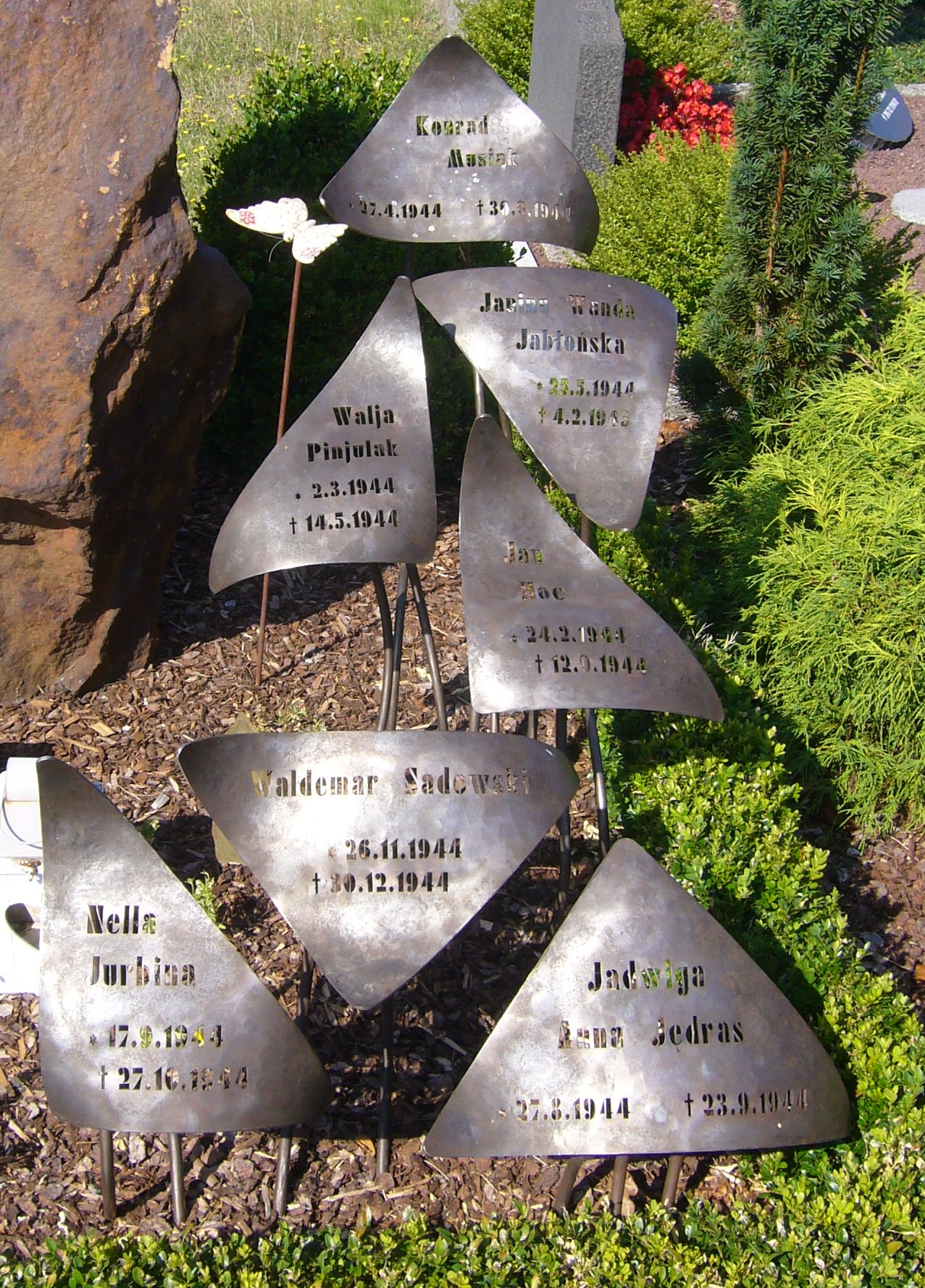
Rechte Seite der Gedenkstätte

### Gräberfeld mit Soldatengräbern
- Auf dem Gräberfeld befinden sich vier Soldatengräber aus den letzten Tagen des 2. Weltkrieges. (Koordinaten: 52° 56′ 18,6″ N, 8° 49′ 39,9″ O)

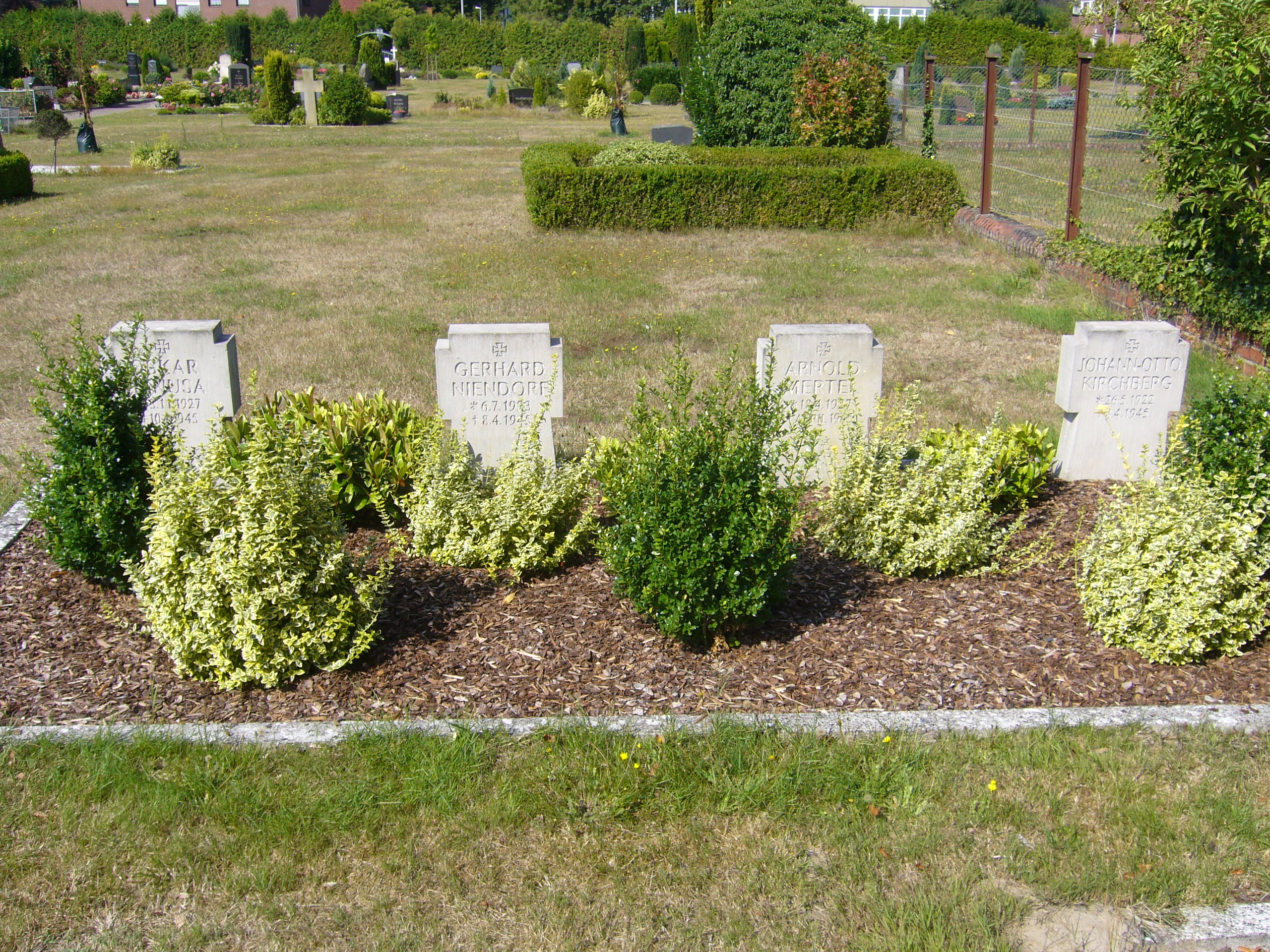
Gesamtansicht des Gräberfeldes
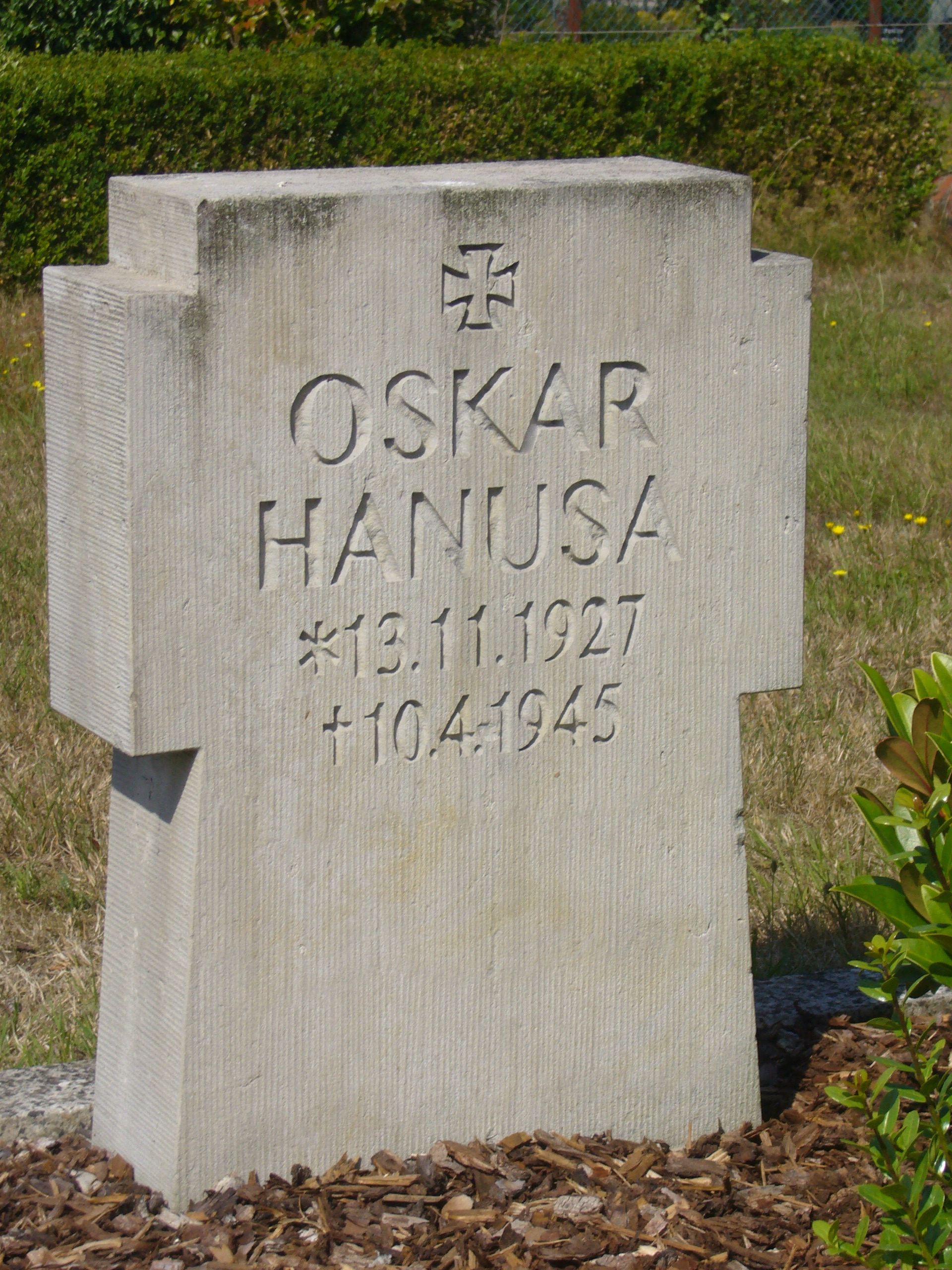
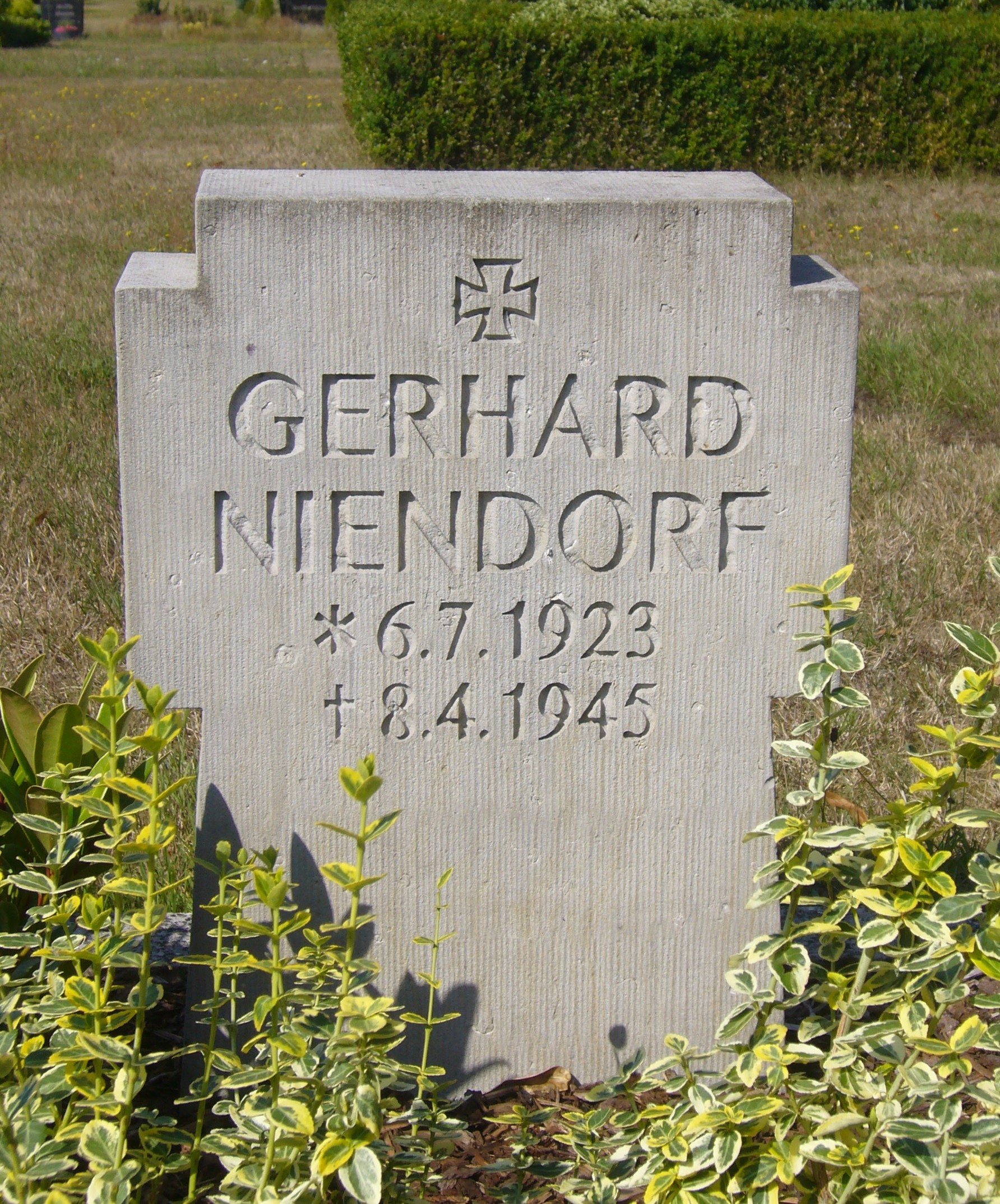
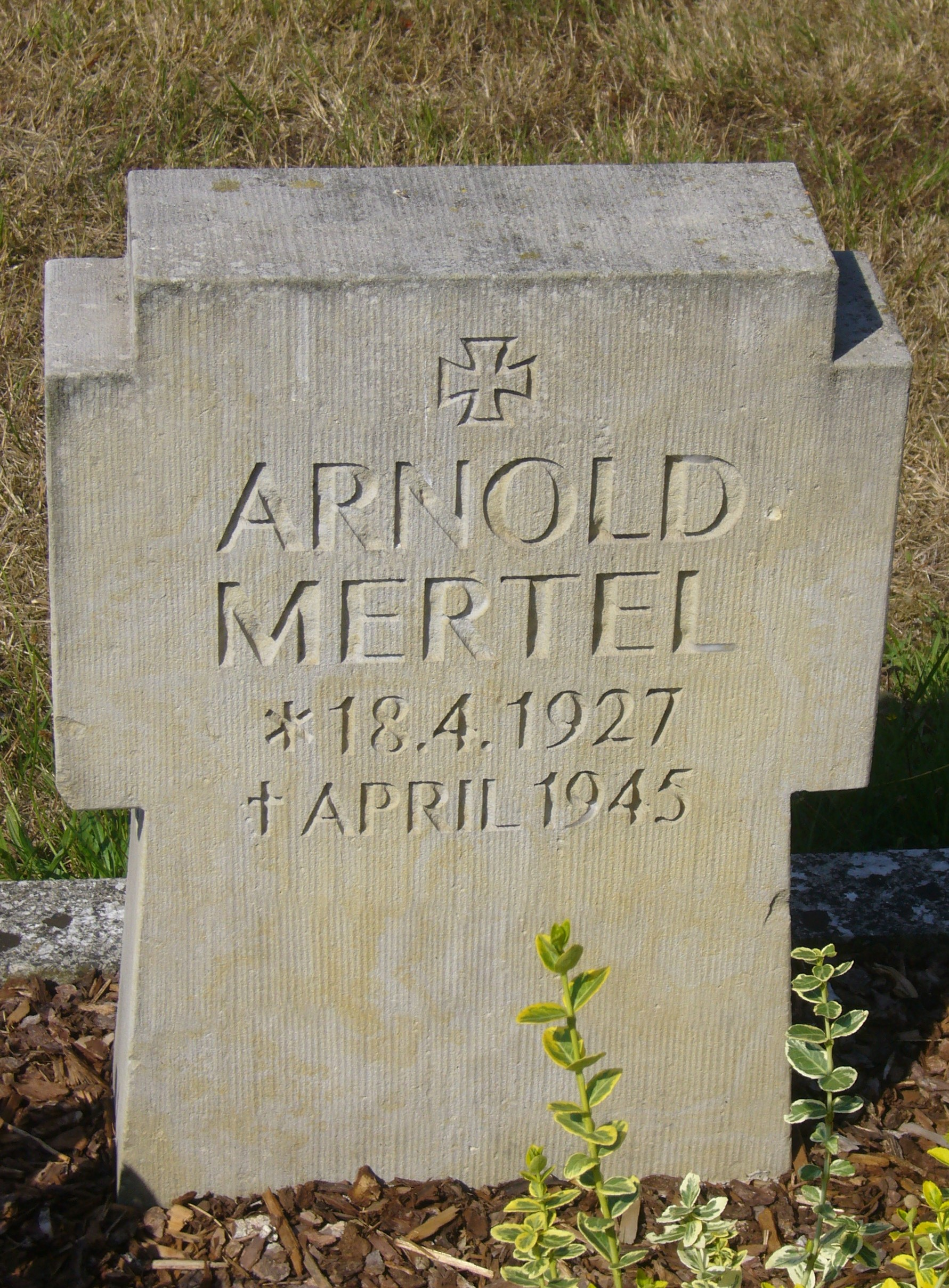
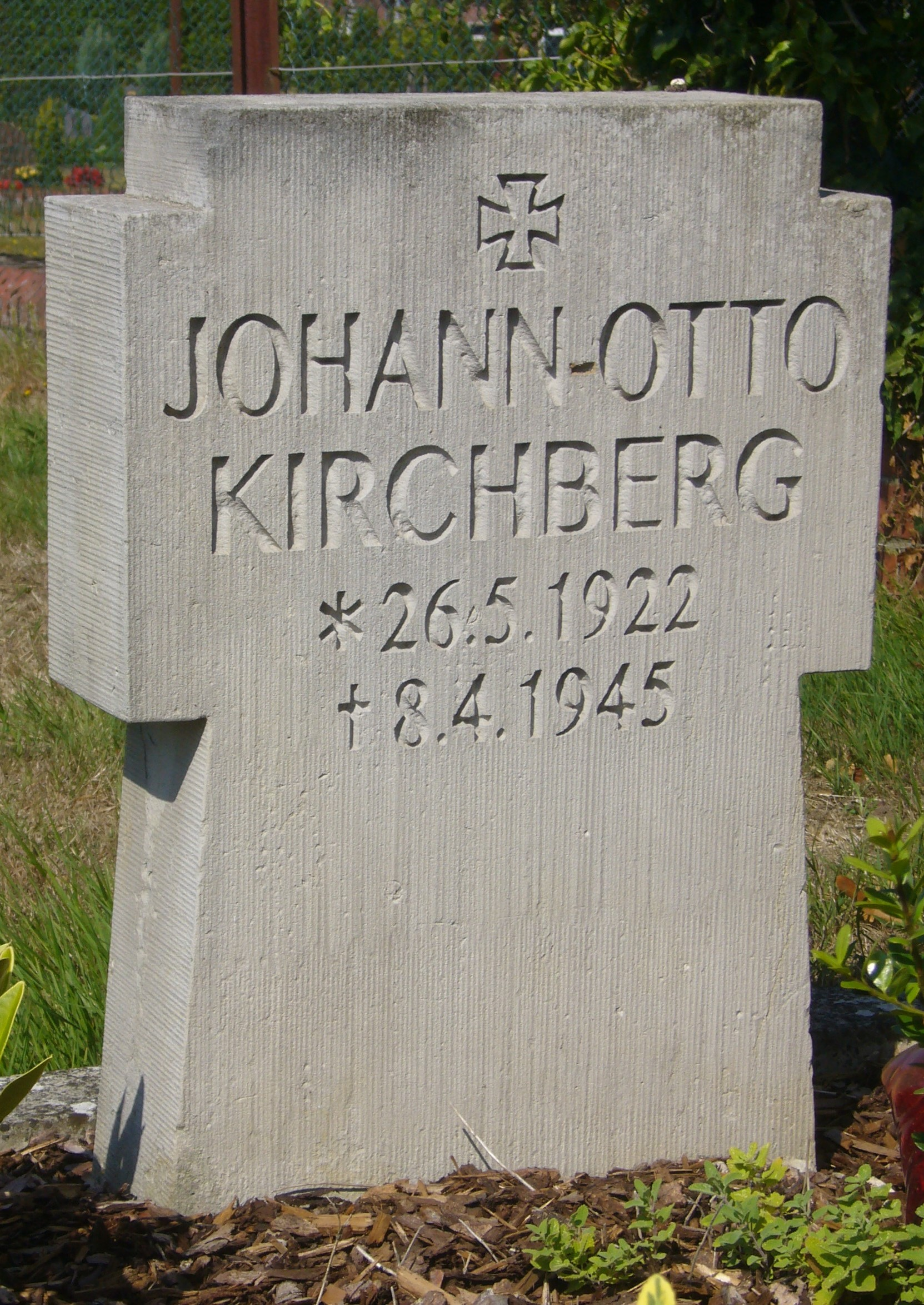